# 黑頸鸊鷉
黑颈鸊鷉（学名：Podiceps nigricollis）是鸊鷉科水鸟中的一员。目前有三个公认的亚种，包括指名亚种。它的繁殖羽具有独特的赭石色羽毛，延伸到眼睛后面和耳盖上。其余上半部分，包括头、颈、胸，颜色为黑色至黑褐色。侧面为黄褐色的红褐色至褐栗色，腹部为白色。非繁殖期时，这种鸟的上半部是灰黑色的，包括头顶和颈后的垂直条纹。侧面也是灰黑色。身体其他部分为白色或淡白色。幼鸟的深色区域有更多的棕色。P. n. Californicus亚种的喙较长。另一个亚种，P. n. gurneyi，可以通过其灰色的头部和上半部分以及其较小的尺寸来区分。P. n. gurneyi也可以通过其缺乏非繁殖期的羽毛来区分。本种存在于非洲、欧亚大陆和美洲的部分地区。
黑颈鸊鷉使用多种觅食技术。昆虫是这种鸟类的主要食物，在水面或飞行时被捕获。它偶尔也会进行叶子的采集。这种鸊鷉会潜水捕捉甲壳类、软体动物、蝌蚪、小青蛙和鱼。在盐湖蜕皮时，这种鸟主要以盐水虾为食。黑颈鸊鷉在开阔的湖面上做漂浮的杯状巢。巢杯上盖有圆盘。这种巢的位置既有群居的，也有单独的。在繁殖季节，根据地点不同，这种鸟会产一窝（有时是两窝）3至4枚蛋。由于同卵寄生，卵的数量有时会更多。经过21天的孵化期，卵孵化后，就会弃巢而去。约10天后，父母将雏鸟分给自己。此后，雏鸟在10天左右就会独立，约3周后就会羽化。
虽然黑颈鸊鷉一般避免飞行，但在迁徙过程中，它的飞行距离最远可达6,000公里（3,700英里）。此外，它在完成迁徙后的两个月内不会飞行，以到达一个可以安全蜕皮的区域。在这次蜕皮期间，鸊鷉的体重可以增加一倍。到达这些地区的迁徙是很危险的，有时会有成千上万只鸊鷉死亡。尽管如此，它还是被国际自然保护联盟（IUCN）列为最不值得关注的物种。这很可能是世界上数量最多的鸊鷉。它面临着潜在的威胁，如石油泄漏，但这些威胁不可能对整个种群构成重大风险。

## 分类

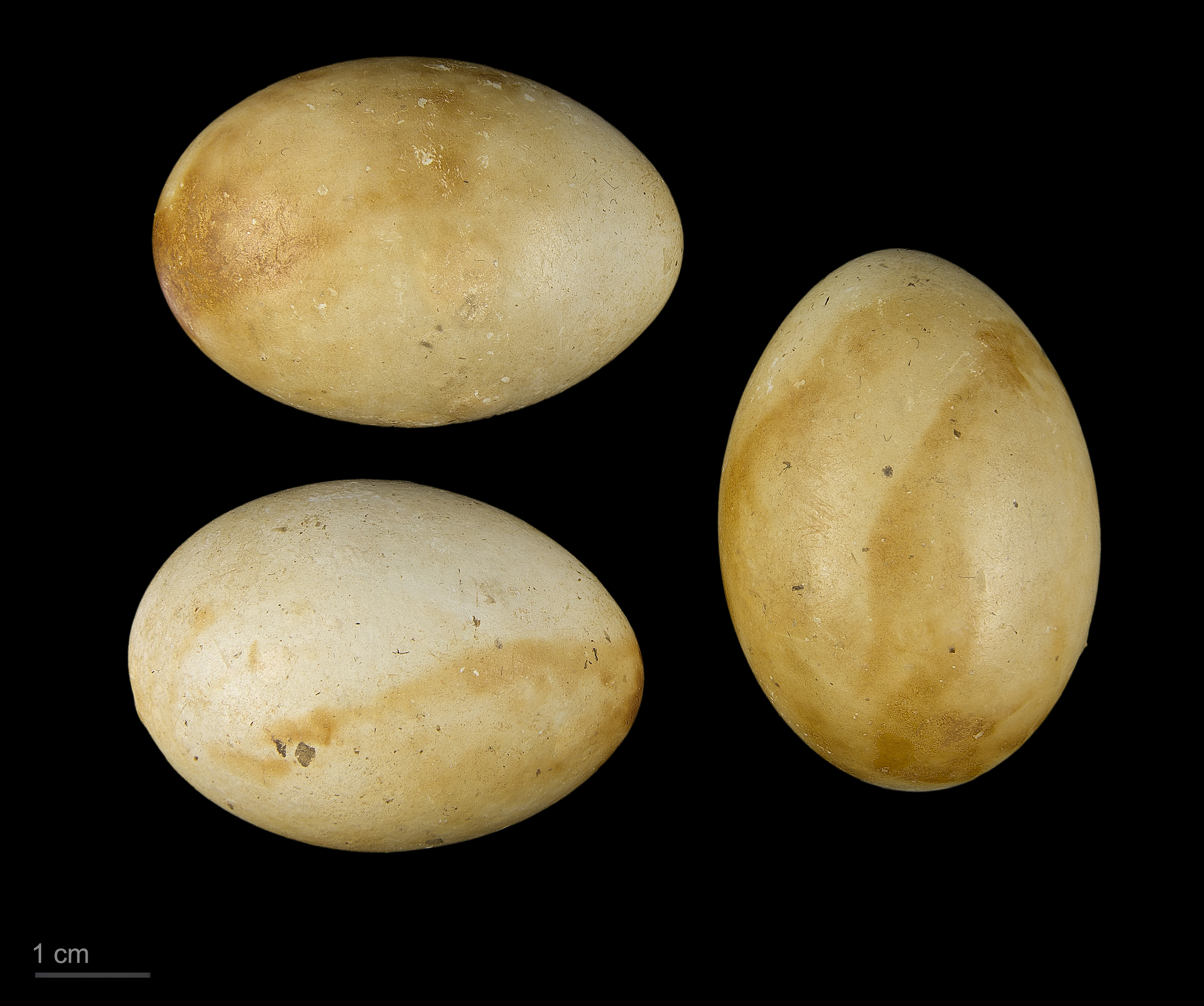
黑頸鸊鷉的蛋

本种由卡尔-路德维希-哈布利茨在1783年首次描述为Colymbus caspicus，来自Bandar-e Anzali的一只鸟。这原本被认为是角鸊鷉的同义词，直到1948年埃尔温·施特雷泽曼发现这种描述更适用于黑颈鸊鷉。在此之前，最早的描述被认为是由克里斯蒂安·路德维希·布雷姆在1831年提出的，他根据德国的一种鸟类给这种鸟取了现在的学名Podiceps nigricollis。为了解决这个问题，国际动物命名委员会压制了C. caspicus这个名字。属名Dytes有时用于本种，一个由羅伯特·里奇韋在1881年正式确定的放置。
这只鸟与银色鸊鷉和朱宁鸊鷉密切相关。已灭绝的哥伦比亚鸊鷉有时被认为是本种的一个亚种，此外还有其他三个现存的亚种：
- P. n. nigricollis -（布雷姆，1831）：指名，被发现从西欧到西温带亚洲（在南部和西部过冬），在亚洲中部和东部，以及在非洲东部。
- P. n. gurneyi -（罗伯茨，1919）：被发现在南部非洲
- P. n. californicus -（赫尔曼，1854）：从加拿大西南部通过美国西部发现。

通用名称，Podiceps，来自两个拉丁词：podicis，意思是“发泄”或“肛门”，pes意思是“脚”。这是指鸟类腿部的附着点──在其身体的最后端。具体的表称nigricollis是拉丁文“黑颈”的意思：niger意为“黑”，collis意为“颈”。亚种表名californicus来自“加州”，而gurneyi则来自英国鸟类学家老约翰·亨利·古尼的名字。
「黑颈鸊鷉」已被国际鸟类学委员会（IOC）指定为正式名称。这个物种的两个俗名都是指该鸟处于繁殖期时可见的特征，在这种羽翼下，它的颈部是全黑色的，头部两侧各有一束金色的羽翼喷射。「耳鸊鷉」这个名字比「黑颈鸊鷉」这个名字要早近一个世纪。后者最早由恩斯特·哈特特在1912年使用，目的是使该物种的普通名称与其学名一致。在北美，「耳鸊鷉」这个名字仍然被用来指代这种鸟。

## 描述
黑颈鸊鷉通常长28至34厘米（11至13英寸），重265至450克（9.3至15.9盎司）。该鸟的翼展范围为20.5-21.6英寸（52-55厘米）。繁殖期羽色中的名义亚种的头、颈、胸和上半部分都被染成黑色至黑褐色，但眼睛后面延伸到眼罩和颈部两侧的赭色羽毛扇除外。此眼多为红色，眼内侧有一狭窄而较浅的黄色环，眼眶为橙黄色至粉红色。而薄而上翘的喙则是黑色的，与眼睛之间由一条从檐部开始的黑线相连。有时，可以发现前颈部大多染有褐色。上翼呈黑褐色至灰褐色，并有二翼和部分内初翼形成的白色斑块。侧翼的颜色为褐红色至褐栗色，偶有黑色斑点。翅下和腹部为白色，前者的例外是深色的三层和大部分淡灰褐色的外底层。腿为深绿灰色。雌雄相似。
在非繁殖期的羽色中，被子鸟的上半部、帽子、颈部和后颈部均为灰黑色，后颈部上半部的颜色包含在一条竖条纹中。帽子的深色到达眼睛以下，可以看到，扩散到耳盖。颈部两侧的耳盖后面，有白色的椭圆形。颈部其余部分呈灰色至棕灰色，并有数量不等的白色。胸部为白色，腹部为白色。侧面的颜色为黑灰色与白色斑点的混合色。不繁殖时喙的颜色与繁殖羽的颜色不同，前者的灰色明显增多。
黑颈鸊鷉幼鸟与非繁殖期的成年鸟相似。但也有不同之处，包括幼鸟的暗部通常多为褐色，黑色较少。卵巢常染有淡灰色，眼后有白痕。在头的两侧和上颈部，有黄褐色或黄褐色的色泽。雏鸟呈绒毛状，头部呈黑灰色，有白色或淡水灰色的条纹和斑点。喉部和前颈部大体呈苍白色。上部多为深灰色，腹部为白色。
与提名鸟相比，Californicus亚种的喙通常较长，在繁殖季节时有棕灰色的内基。当不繁殖时，提名亚种比Podiceps nigricollis californicus少有弥漫和苍白的小孔。另一个亚种，P. n. gurneyi，是三个亚种中最小的一个，除了头部和上半部比较灰暗外。这个亚种的成鸟在其较小的翅盖上也有红褐色的色彩。它除了头侧的绒毛较浅外，也没有非繁殖期的羽毛。

### 叫声
繁殖时，黑颈鸊鷉会发出一种安静的「ooeek」，从本来就很高的音调上升。这种叫声除了低沉而快速的颤音外，还被用作领地的叫声，这种叫声本身也在求偶时使用。另一种叫声是短促的「puuii」或「机智」。这种鸊鷉在非繁殖季节和进食或休息时，是沉默的。

## 分布和生境
此种鸟繁殖于欧洲、亚洲、非洲、南美洲北部及美国西南部和西部的淡水湖泊植被区。繁殖结束后，这种鸟会迁徙到盐碱湖泊中去蜕皮。然后，在完成蜕皮后，有时等待几个月，就会迁徙到西南部的古北区和非洲、亚洲的东部等地过冬。它也在非洲南部过冬，这是它繁殖的另一个地方。在美洲，它最南端的危地马拉过冬，不过那里的越冬种群主要限于加利福尼亚湾、萨尔顿海和下加利福尼亚的岛屿。不繁殖时，它的栖息地主要是含盐湖泊和沿海河口。